# 水蔗草
水蔗草（学名：Apluda mutica），为禾本科水蔗草属下的一个植物种。